# Домбрувка-Мала (Лодзинське воєводство)
Домбрувка-Мала (пол. Dąbrówka Mała) — село в Польщі, у гміні Бжезіни Бжезінського повіту Лодзинського воєводства.
Населення — 105 осіб (2011).
У 1975—1998 роках село належало до Скерневицького воєводства.

## Демографія
Демографічна структура станом на 31 березня 2011 року:
|          | Загалом | Допрацездатний вік | Працездатний вік | Постпрацездатний вік |
| -------- | ------- | ------------------ | ---------------- | -------------------- |
| Чоловіки | 51      | 7                  | 35               | 9                    |
| Жінки    | 54      | 11                 | 31               | 12                   |
| Разом    | 105     | 18                 | 66               | 21                   |